# Schafberg
Le Schafberg (littéralement le « mont aux Moutons ») est un sommet des Alpes culminant à 1 782 m d’altitude et situé dans le massif du Salzkammergut (land de Salzbourg), en Autriche, représentatif des Préalpes orientales septentrionales.

## Schafbergbahn
Le Schafbergbahn est un train à crémaillère dont la ligne est inaugurée en 1893. En février 2006, les Österreichische Bundesbahnen (chemins de fer autrichiens) vendent le train, l'hôtel et la navigation du Wolfgangsee à la Salzburg AG.
Le train part de la gare de Saint-Wolfgang (Schafbergbahnhof), sur les rives du Wolfgangsee, et traverse le Schafbergalpe (station intermédiaire de Gasthof Schafbergalpe à 1 365 m d’altitude) jusqu’à la Bergstation à 1 730 m d’altitude. La ligne de chemin de fer est longue de 5,85 km pour un dénivelé de 1 188 m, et le trajet dure environ 45 minutes. Le train fonctionne de début mai à fin octobre.

## Hôtel Schafbergspitze

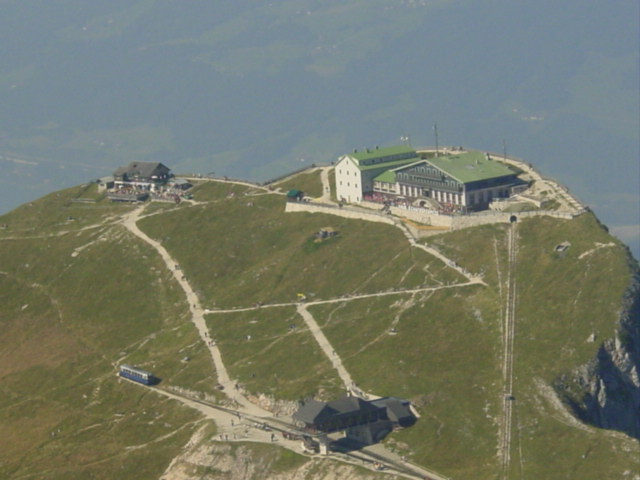
Le Schafberghotel.

Le sommet du Schafberg est couronné par l’hôtel Schafbergspitze, construit en 1862 par Wolfgang Grömmer à quelques mètres du vertigineux à-pic de la face Nord, ce qui en fait le premier établissement hôtelier érigé au sommet d’une montagne dans l’histoire du tourisme autrichien. L'hôtel dispose de chambres doubles avec douche, toilettes et balcon pour le côté sud.

## Panorama

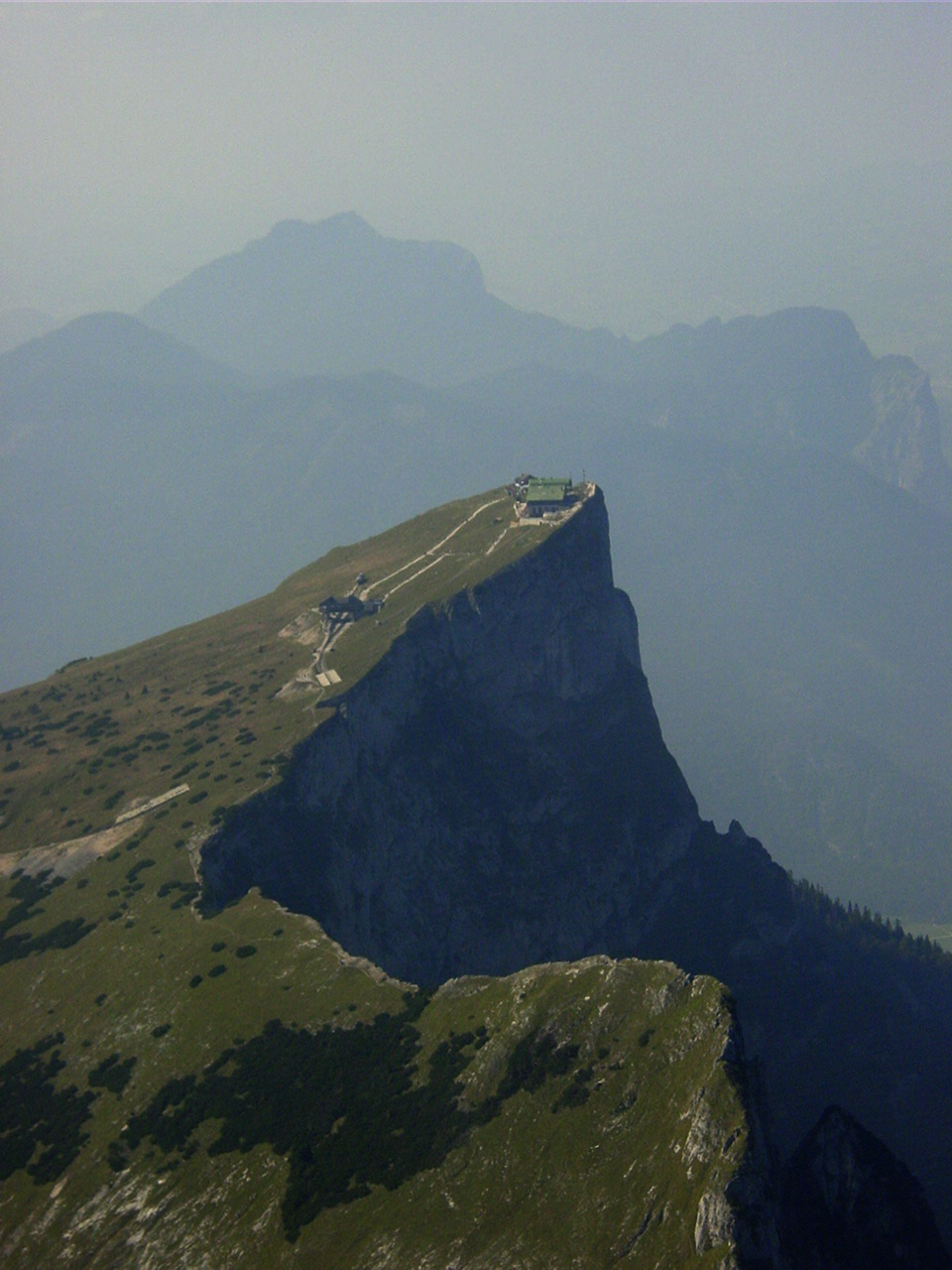
Versant nord du sommet.

Le Schafbergipfel offre une magnifique vue à 360° sur les lacs du Salzkammergut (Wolfgangsee, Fuschlsee, Attersee et Mondsee), les Alpes de Salzbourg (Dachstein, Hochkönig) et de Berchtesgaden (Watzmann). Par temps clair, la vue porte jusqu’aux Hohe Tauern (Hochalmspitze).
Sa position dans les Préalpes du Nord, entourée de plusieurs lacs, son altitude, son train à crémaillère et son panorama sur les Alpes ont valu au Schafberg le qualificatif de « Rigi autrichien », en référence au célèbre belvédère naturel de la Suisse centrale.